# كتب طاولة القهوة

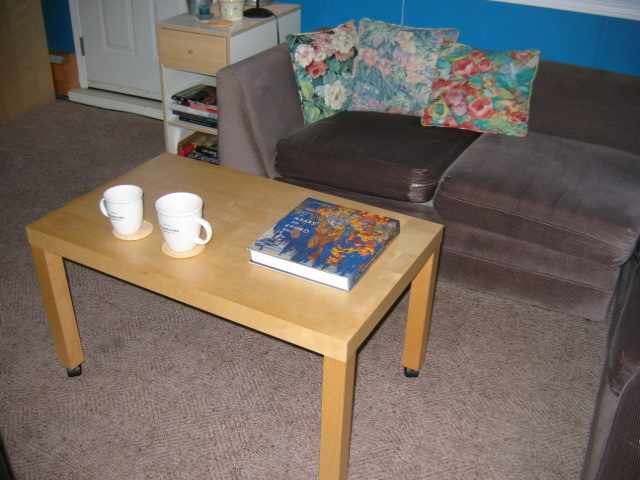

كتب طاولة القهوة هي تصنيف لنوع من الكتب يوضع على طاولة القهوة التي تكون في غرفة المعيشة مثلاً أو على أسطح مماثلة في منطقة. كأماكن الانتظار في العيادة أوالشركة حيث يجلس الضيوف أو الزوار، والهدف منها هو تخفيف وطأة الملل بتوفير مادة جميلة وسهلة من خلال الكتاب. هذه الكتب تميل إلى ان تكون كبيرة الحجم وثقيلة الوزن لأنها كبيرة بطبيعة الحال وإلى أنها مصنوعة من ورق مصقول، حيث أنه لا توجد حاجة ملحة لحملها بل وضعها في هذا المكان لتصفح الجالسين. ويقتصر محتواها عموما على مواضيع غير روائية أو قصصية وانشائية، وعادة ما يكون المحتوى بصريا. حيث تكون صفحاته مكونة أساسا من الصور الفوتوغرافية والرسوم التوضيحية، يرافقه التسميات وأجزاء صغيرة من نص يشرح الصور، وذلك بدلا من مقاطع نثرية طويلة. وهي بالطبع تستهدف أي شخص، وتحتوي على معلومات عامة وأساسية غير تفصيلية عن موضوع الكتاب. وبسبب هذا، أصبح استخدام مصطلح «كتاب طاولة القهوة» يستخدم للإشارة إلى نهج سطحي لهذا الموضوع وذلك عند نقد كتاب ما أو وصفه بهذه الصفة.